# 두 남매
"두 남매"는 한국에서 제작된 홍일명 감독의 1958년 영화이다. 황해 등이 주연으로 출연하였고 김만길 등이 제작에 참여하였다.

## 출연

### 주연
- 황해
- 이경희
- 이예춘
- 박노식

## 기타
- 원작자: 이사라
- 조명: 이한찬
- 녹음: 이경순
- 미술: 임명선